# Cratère de Chicxulub

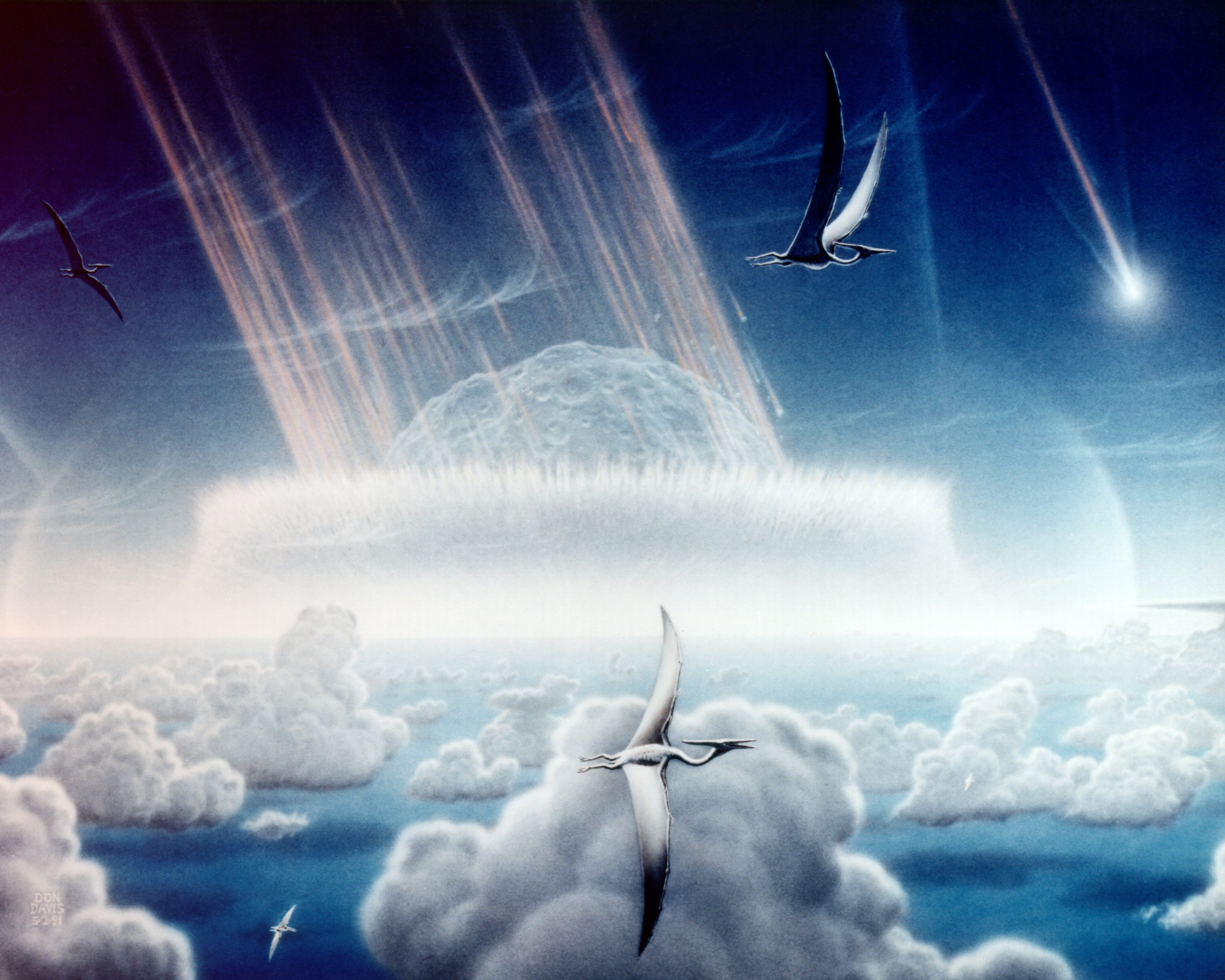
Vue d'artiste de la météorite qui s'écrase sur la Terre.

Le cratère de Chicxulub (prononcé : /tʃikʃulub/ ; en maya : /tʃʼikʃuluɓ/) est un cratère d'impact situé à Chicxulub Puerto dans la péninsule du Yucatán au Mexique. Il a été  provoqué par la collision d'un astéroïde d’un diamètre de 10,6 à 80,9 km qui, selon les analyses radiométriques de haute précision réalisées en 2013,, s’est abattu sur la Terre à la fin du printemps il y a 66,038 ± 0,011 millions d'années, date qui marque la fin du Crétacé et du Mésozoïque. La richesse en iridium et la composition isotopique du chrome et du ruthénium des roches situées à la limite Crétacé-Paléogène un peu partout dans le monde impliquent la présence d'éléments provenant de l’astéroïde, et montrent que ce dernier avait une composition de chondrite carbonée, une météorite formée au-delà de Jupiter,,.
Cet impact est considéré comme une cause vraisemblable de l'une des extinctions massives qui ont frappé la Terre, la crise Crétacé-Paléogène, incluant la disparition des dinosaures non aviens, des ptérosaures et des plésiosaures. Le diamètre du cratère, d’environ 180 km, laisse imaginer une puissance d'explosion similaire à « plusieurs milliards de fois celle de la bombe d’Hiroshima ». Le bassin du cratère, enseveli sous environ mille mètres de calcaire, s'étend pour moitié sous la terre ferme, et pour moitié sous le golfe du Mexique. Un premier forage d'exploration (sans recherche de pétrole ou gaz) est mis en place en 2016 dans le golfe du Mexique.

## Découverte
À l'aube des années 1980, l'existence d'une fine strate noire d'argile de quelques millimètres d'épaisseur a été remarquée dans certaines couches géologiques, entre les strates du Crétacé et du Tertiaire : la limite Crétacé-Tertiaire (K-T), aujourd'hui appelée limite  Crétacé-Paléogène (K-Pg). Cette limite est visible en divers points du globe, ce qui implique un phénomène important, de portée planétaire. De plus, elle présente un taux anormal d'iridium, un élément extrêmement rare sur Terre mais plus abondant dans certaines météorites, : la teneur en iridium de la mince couche K/T est près de cent fois supérieure aux valeurs courantes, ce qui a amené à postuler la chute à cette période d’une météorite massive.
À la même époque, la guerre froide incitait à réfléchir à la notion d’« hiver nucléaire » : un hiver mondial de plusieurs années que provoquerait l'explosion, dans un très bref laps de temps, de milliers d’armes nucléaires projetant des millions de tonnes de poussières dans l’atmosphère, et la refroidissant par absorption et réfraction du rayonnement solaire. Par extension, on a émis l’hypothèse d’un « hiver d'impact », aux effets similaires, provoqué par la chute d'une météorite.
Mais le cratère de cette hypothétique météorite restait à découvrir. En 1981, deux chercheurs,  Antonio Camargo et Glen Penfield, employés par la société pétrolière mexicaine Pemex, reçurent l'autorisation de leur direction de communiquer leurs résultats lors d'un symposium sur la recherche pétrolière tenu à Los Angeles, n'hésitant pas à suggérer que la présence de l'astroblème de Chicxulub (connu des prospecteurs de pétrole) pourrait être lié à la grande extinction de la fin du Crétacé.
Le physicien américain Luis Walter Alvarez, son fils géologue Walter Alvarez, le chimiste nucléaire Frank Asaro (en) et la chimiste et archéologue Helen Vaughn Michel (en) ont émis l'hypothèse selon laquelle la chute de cette météorite à la fin du Crétacé, il y a environ 66 millions d'années, fut la principale cause d'un bouleversement climatique à l'origine de l'extinction des dinosaures non aviens et d'un grand nombre d'autres espèces animales et végétales, tant terrestres que marines. La meilleure datation actuelle porte la chute de cette météorite à environ 66 038 000 années,.

## Effets théoriques de la chute de la météorite

Animation montrant l'impact et la formation du cratère.

L’astéroïde Chicxulub avait un diamètre estimé de 10,6 à 80,9 km et a délivré une énergie estimée entre 1,3 et 58 × 1024 J (1,3–58 yottajoules), soit 21 à 921 milliards de fois la bombe de Hiroshima.
À titre de comparaison, cela représente entre six et trois cents millions de fois l'énergie libérée par la Tsar Bomba, « bombe H » qui reste l'explosif artificiel le plus puissant ayant jamais détoné, qui a libéré 210 pétajoules (2,1 × 1017 J, ou 50 mégatonnes de TNT).
Quand l'astéroïde s'est désintégré par l'impact avec la plateforme composée de gypse et de calcaire (l'impact avec un socle granitique n'aurait pas entraîné la volatilisation de composés toxiques), des morceaux de croûte terrestre, de la vapeur d'eau, du dioxyde de soufre et dioxyde de carbone et des aérosols sulfatés ont été projetés dans l'atmosphère.
L'impact a créé un trou de 100 kilomètres de largeur et 30 kilomètres de profondeur, laissant au XXIe siècle un cratère principalement sous-marin et couvert par 600 mètres de sédiments.
Formant un gigantesque panache de débris, une immense colonne de cendres et de cristaux de quartz, lesquels se trouvaient à dix kilomètres sous terre quelques instants auparavant, s'élève de plus en plus vite dans l'atmosphère. Traversant l'atmosphère à des vitesses comprises entre 7 000 et 40 000 km/h (l'onde de choc ainsi créée aurait fait tout le tour de la planète en quelques heures), les grosses particules illuminent le ciel, telles des milliards d'étoiles filantes puis, en retombant avec l'énergie qu'elles ont acquise lors de leur éjection, portent rapidement de vastes zones de l'atmosphère à des températures de 250 °C pendant plusieurs dizaines de minutes (« effet rôtissoire » ou « effet de gril » des retombées d'éjectas qui enflamment la végétation sur une énorme surface du globe). De nouveaux calculs entrepris en 2009 par H. Jay Melosh (en) nuancent cet effet et mettent en avant le rôle des sphérules de roches vitrifiées (microtectites) qui, en formant un écran dans le ciel, tamisent le rayonnement infrarouge,.
Ces particules s'accumulent ensuite progressivement sur le sol, formant la couche de cendres observée aujourd'hui. Quant au panache formé des particules plus fines (poussières de roche et suie de combustion), il ne retombe pas mais enfle jusqu’à atteindre un diamètre de 100 à 200 km, parvient dans la haute atmosphère, puis enveloppe la planète entière, déclenchant un hiver d'impact, phénomène similaire à un hiver nucléaire (effet congélateur) qui contribue à plonger la planète entière dans l'obscurité pendant plusieurs années. L'absence de lumière solaire en quantité suffisante coupe net la photosynthèse sur terre comme en mer. Les végétaux dépérissent très vite, suivis de près par la mégafaune des herbivores qui entraînent près de 50 % des carnivores dans leur déclin (50 % des mammifères survivent, essentiellement de petits mammifères rongeurs omnivores).
À plus long terme (temps estimé à 10 000 ans après la chute de la météorite), la Terre est soumise à une importante augmentation de la température attribuée à un effet de serre, créé principalement par un excès de gaz de carbone, d'oxydes de soufre et de vapeur d'eau issus de la vaporisation des roches lors de l'impact. Cet effet de serre accroît la température moyenne de 10 °C, ce qui favorise la transformation des milieux de zone tempérée en milieux désertiques, contribuant également à l'extinction des espèces.
En 2017, l'Institut de Technologie de Californie publie une étude sur l'évolution climatique provoquée par la dispersion de suies en aérosols, qui résulte de l'incendie généralisé de la couverture forestière terrestre allumé par l'impact. Ces aérosols ont empêché la lumière du soleil d'atteindre le sol pendant plus d'une année, ce qui a interrompu la photosynthèse pendant un à deux ans. La température a rapidement chuté, perdant en moyenne 28 °C à terre et 11 °C en mer. Ce refroidissement a donné des températures négatives aux latitudes moyennes pendant trois à quatre ans. Arrêté en haute altitude, le rayonnement solaire a fait croître la température des hautes couches de l'atmosphère de plusieurs centaines de degrés. Cette haute température a notamment entraîné la dégradation de la couche d'ozone. Celle-ci ne protégeant plus la Terre, la planète a reçu d'importantes quantités d'UV pendant plusieurs années, les aérosols mettant au moins cinq ans à se disperser. Ces phénomènes ont eu des effets dévastateurs sur les réseaux trophiques et ont pu provoquer l'extinction d'espèces qui auraient pu survivre aux effets immédiats de l'impact.

## Différents faits en faveur de la théorie
Il existe un certain nombre de faits à l'appui de cette théorie.

### Extinction massive Crétacé-Paléogène
L'impact de Chicxulub est aujourd'hui considéré par la communauté scientifique comme l'une des causes les plus probables de l’extinction Crétacé-Paléogène, qui a vu s'éteindre environ 50 % des espèces.

### Iridium, chrome et ruthénium

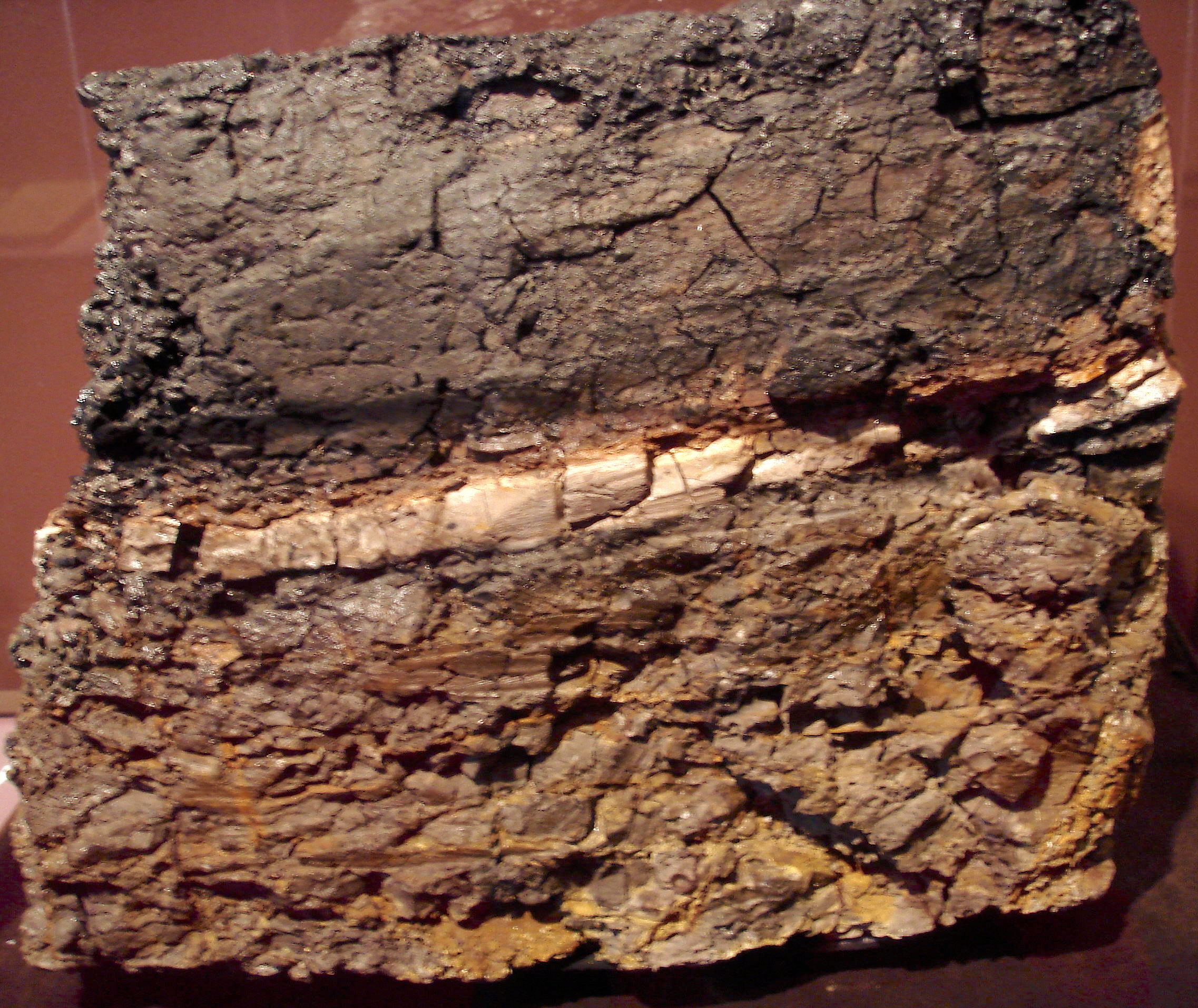
Une roche du Wyoming (États-Unis) avec une couche intermédiaire d'argile qui contient 1000 fois plus d'iridium que les couches supérieures et inférieures. Musée d'histoire naturelle de San Diego.

La météorite a révélé sa signature par une concentration anormalement élevée d'iridium dans les strates géologiques datant de la limite Crétacé-Paléogène (K-Pg), qui est aussi la frontière entre les ères mésozoïque et cénozoïque, dont elle aurait précisément été la cause. Ce métal du groupe du platine, rare à la surface de la Terre où il est attribué à la matière extraterrestre et aux volcans, est plus abondant dans les météorites, en solution dans le nickel et le fer qui constituent l'essentiel du fer météorique. On a trouvé de l'iridium en quantité anormale dans une dizaine de sites marins et terrestres de la fin du Crétacé, répartis sur toute la surface du globe parmi lesquels Gubbio en Italie, Stevns Klint au Danemark, El Kef en Tunisie ou encore à Woodside Creek, à Marlborough, en Nouvelle-Zélande.
En 1998, les concentrations en chrome se révèlent également anormalement élevées dans les couches de la limite K-Pg, avec la même composition isotopique que les chondrites carbonées. Un forage effectué en 2016 dans le cratère de Chicxulub trouve précisément un fragment de chondrite carbonée.
En 2024, les isotopes du ruthénium confirment la nature de l'astéroïde de Chicxulub : partout à la limite K-Pg la composition isotopique du ruthénium, un élément environ cent fois plus abondant dans les roches extraterrestres que sur Terre, est typique d'une chondrite carbonée (formée au-delà de Jupiter). En revanche, la composition du ruthénium associé à cinq autres cratères d'impact datant de 36 à 470 millions d'années correspond à celle d'autres types de météorites, plus riches en silicates (formées plus près du Soleil que Jupiter),.
Ce sont ces preuves géologiques et nouvelles analyses, qui ont permis à Mario Fischer-Gödde et son équipe, de localiser l'endroit d'où provenait l'astéroïde de Chicxulub. Publiées dans Science en 2024, elles permettent de classer l'astéroïde dans le type C ».

### Quartz choqués
On trouve à la limite K-Pg des cristaux de quartz choqués (c'est-à-dire ayant subi des pressions énormes à la suite d'un impact violent). Au contraire de l'iridium, ils sont surtout présents en Amérique du Nord, autour du golfe du Mexique, ce qui confirme l'hypothèse d'un choc au Mexique.

### Diamants et zircons
Mélangés à ces quartz, on a aussi découvert des diamants microscopiques et des cristaux de zircon. Ces minéraux nécessitent de fortes pressions pour apparaître, et sont donc interprétés comme une trace d'un choc titanesque. Ce sont des produits du point d'impact lui-même.

### Tectites
Des tectites altérées (silicates fondus d'aspect vitreux, produits par une température élevée) sont trouvées dans les sédiments marins de l'époque, juste en dessous des quartz « choqués », elles se sont donc déposées juste avant. Leur position s'explique par la faible vitesse d'éjection de ces matériaux, qui proviennent des zones situées à proximité du point d'impact, mais pas immédiatement dessous.

### Magnétites nickélifères
Les magnétites nickelifères (minéraux dont l'apparition peut être liée à l'oxydation dans l'atmosphère d'une météorite riche en nickel) constituent d'autres éléments qui étayent cette théorie.

### Raz de marée
On trouve autour du golfe du Mexique, entre la couche de tectite (première à s'être déposée) et la couche d'iridium (qui s'est déposée peu après), un banc de grès, signe d'un énorme raz-de-marée produit par l'impact.
En 2018, une simulation numérique des effets de l'impact de Chicxulub sur l'océan mondial a permis de quantifier la hauteur de la vague : jusqu'à 1 500 m dans le golfe du Mexique, plusieurs mètres dans les secteurs les plus éloignés. La vitesse de l'eau au fond de l'océan (plus de 20 cm/s) doit aussi avoir eu pour effet de remobiliser une épaisseur considérable de sédiments.
En avril 2019, une étude publiée dans Proceedings of the National Academy of Sciences montre qu'une couche importante de dépôts au Dakota du Nord témoigne de ce tsunami, et contient en particulier des fossiles très bien conservés de poissons et de dinosaures tués à ce moment, ce qui permet de reconstituer avec précision les circonstances exactes de l'extinction. En 2021, une étude sismologique du sous-sol de la Louisiane révèle la présence de mégarides au niveau des dépôts de la limite K-Pg, attribuées au tsunami.

## Critiques de la théorie de l'impact météoritique
Il s'est dégagé un consensus sur la chute d'un corps céleste à l'origine de ce cratère d'impact. Cependant, le scénario proposé ou la part de l'impact dans la crise Crétacé-Tertiaire sont toujours sujets à débat.

### Lien entre chute de météorites et extinctions massives
La chute d'une météorite géante à la fin du Crétacé est aujourd'hui généralement admise. En revanche, le lien entre cette météorite et l'extinction Crétacé-Paléogène est plus discuté ; il existe en effet d'autres théories sur l'extinction, où la météorite ne joue pas forcément un rôle exclusif.
Cette extinction massive n'est pas la plus radicale qu'ait connue la Terre dans le passé. Il en existe d'autres pour lesquelles on ne peut pas encore noter la concordance entre une période d'extinction de masse et la formation d'un cratère d'impact. Par exemple, l'extinction Permien-Trias, la plus importante du Phanérozoïque, marquant la fin du Paléozoïque, il y a 251 millions d'années, est plutôt attribuée aux trapps de Sibérie (provoqués par une succession d'éruptions volcaniques massives). Un cratère d'impact nommé Bedout, d'un diamètre de 173 km, a bien été découvert, mais il ne fait pas consensus à ce jour.

### Remise en cause de la concomitance impact / extinction
Des études, principalement menées par Gerta Keller, ont tenté de mettre en doute la responsabilité de l'impact de Chicxulub pour l'extinction du Crétacé. En effet, selon elle, la chute de l'astéroïde de Chicxulub précèderait l'extinction massive du Crétacé d'au moins 300 000 ans. En 2009, des scientifiques identifiaient 52 espèces présentes à la fois dans les couches de sédiments précédant et suivant l'impact de Chicxulub, montrant que la chute de l'astéroïde n'avait pas entraîné une diminution catastrophique de la biodiversité,.
Une nouvelle étude, publiée le 7 février 2013 dans la revue  Science et s'appuyant sur des techniques de datation radiométriques de haute précision, indique que la météorite se serait écrasée sur Terre il y a 66 038 000 années, soit au maximum 32 000 ans avant l'extinction des dinosaures non aviens,, ce qui militerait en faveur du lien de causalité entre les deux évènements.

## La vie dans le cratère après l'impact
Un forage effectué en 2016 montre qu'il a fallu quelques années seulement après l'impact de l'astéroïde pour que la vie réapparaisse dans le cratère, et 30 000 ans pour qu'un écosystème prospère s'y déploie, alors qu'en certains points du golfe du Mexique il a fallu 300 000 ans pour que l'écosystème présente un degré de diversification comparable. Une carotte de roche a permis de révéler l'existence de microfossiles d'algues et de plancton ainsi que l'existence de terriers creusés par des crevettes et des vers marins, qui montrent que peu de temps après l'impact le cratère était de nouveau habitable, alors même que l'astéroïde provoquait ailleurs une extinction de masse. L'étude suggère que le temps de résilience des environnements n'est pas prédictible.